# Carl-Adolf Murray
Carl-Adolf Murray, född 25 september 1912 i Forsmark, död 10 juli 2014 i Kungsgården, var en svensk präst.

## Biografi
Murray prästvigdes 1941 och blev stiftsadjunkt i Undersvik där han var en av grundarna till stiftsgården i Undersvik och dess föreståndare fram till 1962. Han var kyrkoherde i Ovansjö församling 1968–1978.
Carl-Adolf Murray porträtterades i filmen Livet som gåva som sändes i Sveriges Television i december 2012. Han började som 96-åring att efterforska en av sina krukväxters ursprung. Det rörde sig om en papyrus, som Selma Lagerlöf hade tagit med sig från Egypten år 1900. Arbetet resulterade i boken Selma Lagerlöfs papyrus, som utgavs  tillsammans med Gry Schmelling.
Murray var son till kyrkoherden i Vänge Oskar Adolf Murray och Anne-Margrethe Mannerfeldt samt sonson till läkaren  Robert Murray. Han var vidare bror till domprosten Robert Murray.
Murray var gift med Märta Murray, född Ejenmark, och i äktenskapet föddes tre barn, Margareta Murray Nyman (född 1947), Bertil Murray (född 1950) och Kristina Murray Brodin (född 1953). Makarna Murray är begravda på Ovansjö kyrkogård.